# 聯合國海洋網絡
联合国海洋网络（United Nations Oceans Network，缩写为 UNOceans）是一个于 2003 年成立的联合国机构间协调机制。

## 成立背景与目标
在 21 世纪初，随着全球对海洋资源的依赖程度不断加深以及海洋面临的各种挑战日益凸显，如海洋污染加剧、过度捕捞、海洋生态系统破坏、海上运输安全隐患等，联合国认识到需要一个更为高效且整合性强的机制来统筹处理海洋事务。联合国海洋网络应运而生，其主要目的在于促进联合国系统内各个与海洋和沿海地区相关的机构之间的合作与协调。通过整合各机构的资源，旨在提高对海洋事务的管理以及应对各种海洋相关问题的效率，进而推动海洋在环境保护、资源合理利用、生态平衡维护等多方面的可持续发展。例如，在海洋环境保护方面，它致力于协调各方力量，制定统一的海洋污染监测标准和治理方案，防止陆源污染、海上油污以及塑料垃圾等对海洋生态环境造成进一步损害；在资源利用上，推动各机构合作，探索海洋渔业资源的可持续捕捞模式，平衡渔业经济发展与资源保护之间的关系。

## 组织架构与领导体系
该网络并没有一个特定的单一总部，其运作涉及多个联合国相关机构的办公地点，并且在全球范围内开展活动，涵盖众多国家和地区的海洋事务相关地点。其领导者为协调员，由不同人员在不同时期担任该职位。协调员的职责在于组织各成员机构之间的沟通与协作会议，制定联合行动计划，监督各项海洋事务相关项目的进展情况，并向联合国相关部门汇报工作成果与存在的问题。

## 成员机构与职能协作
联合国海洋网络的成员包含众多联合国机构，其中包括联合国环境规划署（UNEP）、联合国粮食及农业组织（FAO）、联合国教科文组织（UNESCO）、国际海事组织（IMO）等。这些成员机构在各自的专业领域内为联合国海洋网络的目标达成贡献力量。联合国教科文组织在海洋科学研究、海洋文化遗产保护等方面有着不可替代的职能。它通过开展海洋科学考察项目，增进人类对海洋地质、海洋生物多样性等方面的认知，同时积极保护那些具有历史、文化和考古价值的海洋遗址与遗迹。国际海事组织则专注于海上航行安全、船舶规范等海洋运输相关事务。它制定国际海上交通规则，确保船舶的建造符合安全标准，保障海上运输通道的顺畅与安全，减少海上事故的发生概率。此外，联合国粮食及农业组织在海洋渔业资源管理方面发挥着关键作用，监测全球渔业资源的储量变化，推广可持续的渔业养殖技术和捕捞方法，保障全球粮食安全中的海洋渔业部分。通过这种多机构的协作模式，联合国海洋网络努力在全球海洋事务治理中发挥积极且综合的影响力，以应对日益复杂的海洋挑战并把握海洋发展机遇，为当代及后代的人类福祉保障海洋资源与环境的可持续性。

## 联合国海洋地图集
《联合国海洋地图集》是在联合国海洋网络授权下创建的一个信息系统，旨在帮助决策者和科学家更多地了解海洋，如海洋生物学、地质学、研究和勘探；关注的问题，如可持续发展和粮食安全；以及海洋的利用，如人类定居和开采。